# Thomas Drescher (Pädagoge)
Thomas Drescher (* 6. Mai 1968 in Berlin) ist ein deutscher Pädagoge und parteiloser politischer Beamter. Von 2014 bis 2019 war er Staatssekretär im Ministerium für Bildung, Jugend und Sport des Landes Brandenburg.

## Leben
Nach seinem Abitur, welches Drescher 1986 in Königs Wusterhausen ablegte, und dem folgenden Grundwehrdienst (1986–1989), nahm er ein Studium an der Humboldt-Universität zu Berlin auf, welches er als Diplom-Chemiker, Lehrer für Chemie und Geografie und Doktor der Naturwissenschaften für Wirtschaftsgeographie abschloss, auf (1988–2003). Der Pädagoge war zwischen 1997 und 1999 als Referendar am Ernst-Abbe-Gymnasium in Berlin-Neukölln, von 1999 bis 2002 als Lehrer am Oberstufenzentrum in Schönefeld und in den Jahren 1999 bis 2007 als Lehrer am Zweiten Bildungsweg Dahme-Spreewald tätig. 2007 wurde er Leiter der Schule des Zweiten Bildungsweges Dahme-Spreewald, übte diesen Posten bis 2009 aus, ehe er Leiter der Gesamtschule „Paul Dessau“ in Zeuthen wurde, wo er bis zu seiner Berufung zum Staatssekretär wirkte.
Im November 2014 wurde Thomas Drescher von Minister Günter Baaske zum Staatssekretär des Ministeriums für Bildung, Jugend und Sport des Landes Brandenburg im Kabinett Woidke II berufen. Er wurde Nachfolger von Burkhard Jungkamp.

## Schriften
- Standortstrukturen der chemischen Industrie in den neuen Bundesländern. Tectum Wissenschaftsverlag, Marburg 2003.